# 霊性
霊性（れいせい、れいしょう）は、非常にすぐれた性質や超人的な力能をもつ不思議な性質、天賦の聡明さといった意味の漢語であり、肉体に対する霊の意味でも用いられる。また、英語: spirituality（）、ラテン語: spiritualitas の訳語でもあり、スピリチュアリティとも訳され、宗教心のあり方、特にカトリック教会などでの敬虔や信仰などの内実やその伝統を指す。カトリック神学用語としての霊性の起源は5世紀に遡るが、神学用語として積極的に用いられるようになったのは20世紀初めのことである。その後、キリスト教用語の枠を越えて広く宗教用語や一般文化用語として用いられている。
ヴィヴェーカーナンダのインド的霊性や鈴木大拙の日本的霊性・東洋的霊性と西欧的霊性とが区別されることもある。また、ニューエイジや精神世界などと呼ばれる文化現象または非組織的な宗教現象に対して霊性の語が適用されることもある。1990年代以降はスピリチュアリティとカタカナ表記される方が優勢であるが、霊性とスピリチュアリティという訳語を同じものとして扱うこともある（ここでは便宜的・恣意的に「霊性」と「スピリチュアリティ」の記事を分けているが、記事内容に沿った使い分けを推奨している訳ではない）。

## 漢語としての霊性
漢語・中国語としての霊性（繁体字: 靈性、簡体字: 灵性、拼音: líng xìng）には、以下のような語義がある。
1. 聡明な天性、才知、能力、事物を感受したり理解する能力。
この意味での霊性の用法は、韓愈の芍薬歌「嬌痴婢子無靈性，競挽春衫來比並」や紅楼夢、魯迅、 郁達夫などがある。
この用法は日本では北原白秋の「桐の花」（1913年）で「夜が更け、空が霽れ、蒼褪めはてた経験の貴さと冷たい霊性のなやみを染々と身に嗅ぎわけて、哀傷のけものは今深い闇のそこひからびやうびやうと声を秘そめて鳴き続ける。」「何たる神秘、落ちついた真青な輝き……暗い深夜の秘密に密醸された新鮮な酸素の噎びが雨後の点滴と相連れて、冷たい霊性の火花も今真青に慄わなゝき出した。」「譬へ天真の稚気と信実とが絶えず心の底に昼の蝋燭の様にちろろめいてゐたにもせよ、馴れ過ぎた天の恩寵と世の浅はかな賞讃とが何時しか汝の貴重な霊性を盲目にした。」などがある。
2. 動物が人間によって教えられた知恵、動物の利口さを指す用法もある。
3. 精神、精気。この用例には、南朝宋の顔延之の《庭誥》之二「未能體神，而不疑神無者，以為靈性密微，可以積理，知洪變欻怳，可以大順。」や、 梁の沈約の『釋迦文佛像銘』に「眇求靈性，曠追玄軫，道雖有門，跡無可朕。」がある。
4. 宗教的悟性（理解力）。この用例には、明の陳汝元の『金蓮記•郊遇』に「自家叫做佛印，生來有些靈性，只為了悟一心，因此削光兩鬢。」 とある。
5. 霊魂。この用例には、元の無名氏《朱砂擔》第四摺「我只道你靈性歸天上，卻元來幽魂沉井底。」、清時代の呉騫《扶風傳信録》「妾得寵于君，性尤妒，宮中之人，多被讒害，因此落劫，然靈性不泯，隨即修行，今已閲七世矣！」 などがある。

### 歴史的宗教文献での用例
平安末から鎌倉初期にかけて活躍した神祇官大副卜部兼友は『神道秘録』の中で神道を「円満虚無霊性を守る道」と言っている。
一方、卜部兼友と同時代の道元の「弁道話」（『正法眼蔵』巻頭に収載）には「霊性（レイショウ）」の語がみえるが、これは霊性なるものを永遠不滅の実体とみる考えは仏道から外れた邪説であるという批判的文脈において引き合いに出されたものである。
室町時代中期から戦国時代にかけて吉田神道を大成した神道家吉田兼倶は主著『唯一神道名法要集』の中で、カミを「一切霊性の通号」であるとした。
江戸時代の国学者賀茂真淵や本居宣長は、仏教や儒教の影響を除外して古代日本の霊性を表示することを目指した。
また国学者平田篤胤は『密法修事部類稿』で次のように言っている。
「吾が身はこれ産霊神。風・火・金・水・土、五大を聚結し、而してその至善の霊性を分賦し玉へるものなり。身は遂に五大に帰り、ただ霊性のみ、無窮の吾れなり。」。

## 聖書の訳語としての霊性

### 明治元訳聖書

三位一体の盾。父なる神、子なる神（イエス・キリスト）、聖霊なる神（SPIRITUS SANCTUS）の三つの位格。

日本語訳聖書の訳語としての「霊性」は、1876年（明治9年）より順次分冊刊行し、1880年（明治13年）に完訳した北英聖書會社（スコットランド聖書協会）による『新約全書（明治元訳聖書）』の「羅馬書」（ローマ人への手紙）第1章4の「聖善の霊性」に見られる。
また1881年（明治14年）に米國聖書會社が訳した『新約全書』でも同様に「聖善の霊性」である。
なお、明治35年の日本正教会訳『我主イイススハリストスの新約』では「聖善の霊性」は「聖徳の神（しん）」、1917年（大正6年）の『大正改訳聖書』では「潔き靈」と訳された。1950年の日本聖書協会訳『新約聖書』でも「潔き靈」と訳された。
この「聖善の霊性」として日本語に翻訳された原語は、カトリック教会の標準ラテン語訳聖書ヴルガータでは spiritum sanctificationis、ギリシア語訳ではπνεῦμα（）、pneuma hagiosnes （）、英訳では1526年のティンダル訳聖書では the holy gooiest、1568年の The Bishops' Bible では the spirite、ジェイムズ王欽定訳聖書では the spirit of holiness である。聖霊、聖なる霊としても訳されているものである。内村鑑三によればこの「聖善の霊性」は清浄の霊という意味であるが、キリスト教神学ではこれの解釈として聖霊（クリソストム、フリッチェ、ベツァ、トルック、ゴーデー等）、神性（メランヒトン、ベンゲル、ガアヴイ、オルスハウゼン等）、霊性（神性とは区別される。マイヤー等）の三つの解釈があるとされる。
漢訳聖書
また日本語訳聖書に先立って翻訳された1813年のロバート・モリソン（Robert Morrison, 馬禮遜）とウイリアム・ミルンによる漢訳聖書『新遺詔書』では「聖風」と訳された。
メドハースト代表委員会訳として1852年に『新約全書』、1854年に『旧約全書』が出版されたが、その後に作られた1863年のブリッジマン・カルバートソン版『新約全書』(美華書局、上海）では「聖徳之霊」と訳された。
日本語訳聖書明治元訳を作成するにあたって使われたのはこの上海美華書館発行の1863年ブリッジマン・カルバートソン版であり、明治元訳聖書には漢訳聖書の表記の多くが引き継がれている。その後、1919年の和合本では「聖善的靈」、1968年の思高聖経では「聖的神性」（聖なる神性）、1999年の牧霊聖経では「神圣的神性」（神聖な神性）と中国語訳されている。

## 古代ヘブライ・ギリシアからキリスト教的霊性までの変遷
カトリック神学用語として霊性が使用されたのは5世紀に遡る。その背景にはパウロが使った「霊」（ギリシア語でプネウマ）がある。霊性 (spirituality) と霊 (spirit) は欧米日本共に近似しているため、両者は混同されやすく、その区別を確かめることは重要である。
Spirituality（スピリチュアリティ）は、ギリシア語の πνευμα（）、ψυχή（）、ヘブライ語の ר֫וּחַ（）、ラテン語の spiritus（）、英語の spirit（）を語源とし、聖書の日本語訳では聖霊、御霊とも訳されてきた。従来の日本のキリスト教においては「霊的」という言葉が使われてきたが、キリスト教でもその歴史のなかで修道院における霊的観想や霊的修練を見直す運動につながるなど、神に従って生きようとするキリスト者の歩みの総体が「霊性」という言葉で表現されるようになった。
キリスト教における今日的な意味での霊性につながるような用語法は、17世紀から使われるようになったフランス語の spiritualité（）に端を発している。これは神秘主義に関連する言葉として用いられたが、当初は肯定的な意味ではなく侮蔑的な意味合いを込めて使われた。当時のキリスト教神秘家ジャンヌ＝マリ・ギュイヨンの「新霊性」は地上的生活からあまりにも乖離しているといった問題点から異端視された。しかしその後、「スピリチュアリテ（霊性）」は修道院における祈りと修練の生活やそのシステムを指す近代カトリックの用語となり、20世紀初頭には積極的な意味で使われる神学用語となった。さらに1950-60年代には、霊性はカトリックの理想的な修道生活のみならず平信徒の内面生活にも係わるものと考えられるようになり、この用語法はプロテスタントの間でもみられるようになった。

### 旧約聖書
旧約聖書のヘブライ語 ר֫וּחַ（）は、神の霊、息、風を意味する。ネシャマーと同義である。創世記1-2では、ルーアハは「神の霊」と訳され、天地創造で唯一動くものである。ルーアッハはまずもって人間を活かす生命力であり、肉とともに神と関係する人間を示すのみであるという見方もある。
ヘブライ語からラテン語、英語の用語変遷においては、
- ネシャマー（ルーアハ） → プネウマ → スピリトゥス → スピリット（命の息）
- ネフェシュ → プシュケー → アニマ → ソウル（生きる者）

の二つの系統があるという見方もある。

### 古代ギリシア語
プネウマ
古代ギリシア語: πνευμα（）は、動詞「吹く」（πνεω）を語源とし、気息、風、空気、大いなるものの息、存在の原理の意。呼吸、気息、生命、命の呼吸、力、エネルギー、聖なる呼吸、聖なる権力、精神、超自然的な存在、善の天使、悪魔、悪霊、聖霊などを意味した。日本では「聖霊」、日本ハリストス正教会では「神（しん）」と訳される。
プシュケー
ギリシア語: ψυχή（）は、動詞 ψύχω（プシュコー、吹く）から形成され、呼吸、息、生命、命、生命力、生命の呼吸、生きること、Bodyに対するSoul（精神、魂、心)、spirit （精神）、ghost （霊、幽霊）、 感情や情念の座、心臓、心、性格、人格、道徳的立場、自然、知性の座、意志や欲望の座、地獄で生き残ることなどを意味した。霊魂も意味する。動詞 ψύχω（）は吹く、呼吸する、冷たくなる、死ぬの意。日本ハリストス正教会では「プシヒ、霊」と訳す。マルコによる福音書ではプシュケーは「命」と訳された。プラトン主義の伝統においては、プシュケーを有することを以て人間は本質的に神と同族であるという確信があった。
プネウマ (pneuma) はもともと気息、風、空気を意味したが、ギリシャ哲学では存在の原理とされた。空気中のプネウマ（精気、空気、気息）が体内に取り込まれ生体を活気づけると、アナクシメネス、ヒポクラテスらは考え、アリストテレスは植物プシュケー、動物プシュケー、理性プシュケーの3種のプシュケー（精気）を区別し、ガレノスも肝臓にある自然精気 (pneuma physicon)、心臓にある生命精気 (pneuma zoticon)、脳にある動物精気 (pneuma physicon) の3つを考えた。アリストテレスやガレノスのプネウマ（精気）をスピリトゥスとして表記する研究もある。
古代ギリシアでは、プシュケーとプネウマはいずれも元来「気息」を意味していたが、前者は早くから生命の原理とされて「魂」の概念となったのに対し、ヘレニズム思想においては後者は前者よりも物質に近い意味合いを帯びていた。ストア派ではプネウマは宇宙に充満する究極の元素とされ、万物の素材因と考えられたため、物質的な性質のものであった。プラトン主義者らにとってはプネウマは魂の下位の形態であり、非物質的な魂と物質的な身体の中間の存在とされ、人の魂が星辰の世界から地上に降りていく過程で形成される魂の衣か乗物のようなものであるとも考えられた。しかし、プネウマはギリシア語圏のキリスト教用語にもなった。プネウマがヘブライ語の「ルーアハ」の訳語とされたことは、以後のプネウマの概念に影響を与え、プネウマをプシュケー（心魂）よりも高次の純粋な「霊」とする用語法が生じた。グノーシス主義においても、プネウマにはプシュケーを超越する形而上的な性格が付与された。ウァレンティノス派では、人間は「霊的人間」（プネウマティコイ）、「心魂的人間」（プシューキコイ）、「物質的人間」（ヒューリコイ）の3階級に分類され、プネウマティコイこそが、内に宿る神の火花たる霊によって救済されるべく定められているとされた。

### 新約聖書
コイネー・ギリシア語で記された新約聖書のプネウマ (πνευμα) は、聖霊、御霊とも訳される。新約聖書のプネウマは死を越えていく存在様式や生命力を指すこともあるが、プシュケーとは異なり、それらの多くは人間的な意味である。つまり神の霊と人間の霊とは区別されている。新約聖書での「霊」はまず何よりも「神の霊」である。
そして、神によって造られた人間も霊を有する。ステパノはイエスに「私の霊をお受けください」と祈り、また死んだ聖徒は「全うされた義人たちの霊」といわれた。この他、悪霊などもある（cf. 汚れた霊）。
霊性は、聖霊によって生み出され、肉とは対立するとされる。肉とは、ねたみや争い、党派心、不品行、他の人を顧みないこと、見下すこと、教会全体の益を図らず好き勝手に賜物を用いる利己的な態度、愛の欠けた自己中心的態度、貪欲、欺きや虚偽不正、偏見や差別、性的不道徳などがあり、真の霊性とはこうした肉に支配されず聖霊によって生きることに他ならない。真の霊性は、父なる神とイエスに従い続けていくことで得られ、教会をはじめとする共同体の霊性とされる。キリスト教的倫理に遵った生活は、「洗礼の際、神によって注がれた霊に遵って生きること」とされた。

### ラテン語
プネウマはラテン語ではスピリトゥス (spiritus) と訳された。スピリトゥスは、空気の動き、呼吸、息、生命の原理、聖なる息、soul （bodyに対する心、精神、魂）、自尊心、誇り、感情、道徳などを意味した。
スピリトゥスは霊、また人格性を有する自己自身を指すアニマとの対比で、非人格的な原理を意味する。ルネサンス時代のエラスムスも『エンキリディオン』8章で、魂が肉を離れて、完全なる霊（スピリトゥス）に近づくことを勧告した。また15世紀イタリアのプラトン主義者フィチーノは、スピリトゥスを「医者は血液の気化したものと定義している」といっていた（ここでいうスピリトゥスは当時の医学で用いられた概念であり、精気と翻訳される）。

### 聖霊
古希: Πνεῦμα τὸ Ἅγιον（）、希: Άγιο Πνεύμα（）、Spiritus Sanctus（）、英: Holy Spirit / Holy Ghost は、日本では聖霊、日本ハリストス正教会では「聖神」と訳される。

### 英語 spirituality の語義と用例史
今日、英語: spirituality の語は第一に「霊的なこと、精神性」といった意味で用いられ、「霊性」はその訳語の一つである。しかし、この英語はいつの時代にもそのような意味を帯びていたわけではなく、15-16世紀には聖職者を意味する語であった。15世紀初期には Spirituality は聖職者、聖職者教会の財産、教会に関係する事物を意味した。今日のキリスト教での霊性に相当する当時の表現としては piety （敬虔）や「聖なる生活の規則と修練」があった。辞書には spirituality の意味として第二に「聖職者、教会の財産や収入」が挙げられているが、英語においてはこちらの用法が先行しており、霊的なものと物質的なものの二項対立を背景とした用法は歴史的には後発である。ここでは、その類義語も含めた用例史について概説する。
いずれの類義語もラテン語のスピリトゥス (spiritus) を語源とする。Spirituality は中世フランス語の spiritualite から来ており、その語源はラテン語 spiritualitatem, spiritualitas, spiritualis である。
綴りには、spiritualite, spiritualitie, spirituallitie, spirituelity, spyrytualite, spirittuality などがある。
Spirit （スピリット）
1256年頃の用例があり、これは古フランス語 esp(e)rit(e) の語頭音消失である。日本訳語では霊、霊魂、亡霊、精神など。英語の spirit は（歴史的研究での場合は別として）日常的用法としてはギリシア語の語源にある「息、呼吸」という意味で使われることはなくなっている。
Spiritual（スピリチュアル)
1303年頃の用例があり、日本訳語は精神、霊的、教会の、聖霊の、超自然的存在の、心霊術の、などである。オックスフォード英語辞典（1978年再版）によれば、spiritual の用例の分類に基づく語義は、以下である。
- A-I.1. Of or pertaining to, affecting or concerning, the spirit or higher moral qualities, esp. as regarded in a religious aspect.(Freq. in express or implied distinction to bodily, corporal, or temporal)　（{肉的、肉体的、現世的なものとは区別された}（とりわけ或る宗教的な見地からの）精神や高邁な道徳心の、…に係る、…に影響を及ぼす、…に関係している。）初出1377年.
  - 1b. Applied to material things, substances, etc., in a figurative or symbolical sense.（物質的な事物や実体等に或る比喩的・象徴的な意味を当てはめられた）初出1387-1388年.
  - 1c. Of songs, etc. :Devotional, sacred.（敬虔な歌、聖なる歌〔讃美歌、聖歌〕等の）初出1382年.
  - 1d. Of transcendent beauty or charm. （卓越した美や魅力のある）初出1480年.
- 2. Of, belonging or relating to, concerned with, sacred or ecclesiastical things or matters, as distinguished from secular affairs; pertaining to the church or the clergy; ecclesiastical.（{世俗とは離れて}神聖な物事・教会に関する物事に属する、…に関連した、…に関係した；教会や聖職者に係る；教会の）初出1338年.
  - 2b. Of law: canon, canonical.（教会法の）初出1474年.
  - 2c. Of a day: Devoted to or set apart for special religious or sacred observances; holy.（特別に宗教的な・神聖な儀式に捧げられた、…のために空けてある日の、聖日〔宗教上の祝日〕の）初出1490年.
  - 2d. Spiritual court, a court having jurisdiction in matters of of religion or ecclesiastical affairs.（宗教裁判所、宗教や教会の問題について裁く法廷）初出1498年.
- 3. Of persons: a. Standing to another, or to others, in a spiritual relationship.（他者に対して或る宗教的な関係に立っている人々の）初出1380年.
  - 3b. Ecclesiastical, religious.（教会の、宗教的な）初出1399年.
  - 3c. Devout, holy, pious; morally good; having spiritual tendencies of instincts.（信心深い、聖なる、敬虔な；道徳的に善の；生まれもった宗教的性向のある）初出1382年.
- 4. Of or pertaining to, consisting of, Spirit, regarded in either a religious or intellectual aspect; of the nature of a spirit or incorporeal supernatural essence; immaterial.（霊の、…に係る、…で構成された；宗教面あるいは知的な面のいずれかにおいて留意された；或る精神の本性すなわち非物質的超自然的本質を有する；非物質的な）初出1303年.1382年ウィクリフ：It is sowun a beestly body, it schal ryse a spiritual body. 「汚らわしい肉は散り、霊的な体へと昇進するだろう」(以下略。同事典同項目A部では10の語義、さらにB部では6の語義がある）

Spirituel（スピリチュエル）
1673年頃に（女性が）高雅な、という意味での用例がある。
Spritualty (スピリチュアルティ)
1378年頃に spritualty の用例があり、これは spirituality (スピリチュアリティ)と同義語である。古フランス語の espiritualte, espirituaute から来た。
Spirituality (スピリチュアリティ)
1933年に刊行されたオックスフォード英語辞典（1978年再版）によれば、Spirituality の用例の分類に基づく語義は、以下である。綴りは Spiritualty, spirituall などもある。
- 1. The body of spiritual or ecclesiastical persons.(宗教関係者、教会関係者、つまり聖職者の組織、聖職者団[注釈 12])
  - 1b. A spiritual society.(宗教的な団体、結社）
- 2. That which has a spiritual character: ecclesiastical property or revenue held or received in return for spiritual services.（宗教的な性格を有するもの。宗教的職務への返礼として受け取った教会の財産や収入のこと）
  - 2b. Spiritual or ecclesiastical things; ecclesiastical possessions. rights, etc., of a purely spiritual character.（宗教的または教会の物事。純粋に宗教的な性格を有する教会の所有物・権利等）
- 3. The quality or condition of being spiritual; attachment to or regard for things of the spirit as opposed to material or worldly interests.（宗教的・霊的であることの質や様相。物質的もしくは世俗的な関心とは対照的な、霊に関する物事への愛着や関心）
  - 3b. Spiritual character of function.（職務の宗教的性格）
  - 3c. A spiritual thing or quality as distinct from a material or worldly one. †a pious remark or saying.（物質的もしくは世俗的な物事とは異なる霊的・宗教的な物事や性質。敬虔な意見や発言。）
- 4. An immaterial or incorporeal thing or substance; a spirit.（非物質的または非肉的な事物や実質。スピリット）
- 5. The fact or state of being spirituous or of consisting of pure spirit; volatile state or quality.（蒸留されている、または純粋なスピリット〔アルコール、蒸留酒〕でできているという事実や状態。揮発性。）
- 6. The fact or condition of being spirit or of consisting of an incorporeal essence.（霊である、または非肉的な実在で構成されている、という事実や状態）

1の用例は、1513年の Life Henry V. に Intendinge to oppresse the church, the spirituallitie, the Kinge and the realm.「教会、聖職者団、王と王国を圧迫することを意図して」とあり、1583年の PHILLIP STUBBES'S ANATOMY OF THE ABUSES IN ENGLAND IN SHAKSPERE'S YOUTHには The corruptions and abuses of the spirituality, or (as some call it) of the ecclesiastical hierarchy.「スピリチュアリティ、すなわち（何人かがそう呼ぶように）教会の高位聖職者連の堕落と悪習」、1709年の Strypes Ann. Ref. I. xxvi. 255. には He blamed both spirituality and laity.「彼は聖職者も俗人も非難した」とある。
2の用例は1456年のSir G.Haye, Law Arms、1468年の Inchaffray Chaters、2bの用例はランカスター朝ヘンリー5世の時代の1417年の手紙にThe Gardeins of the spiritualities of Ardmaghe.とある。
3の用例は、1500-1520年の Dunber, Poems, lxxxiv.45 にある。3ｂの用例は1661年、3cの用例は1676年、4の用例は1628年の T. Spencer, Logick、5の用例は1644年 Digby Nat. Bodies xxvi. 240 にあり、6の用例は1681年の John Scott, The Christian Lifeにある。
Online Etymology Dictuinaryによれば、「霊的生活の実質」という意味での用法は、1500年頃からある。また、稀な用例であるが「霊的であることの事実や条件」を意味する用法は1680年代に生じた。
2001年のミシガン大学Middle English Dictionary（中世英語電子事典、MED)のspiritū̆ālitẹ̄項目によれば、語義は以下のようである。
- (a) Immateriality, purely intellectual nature;（非物質性、非実体性、純粋に知性的な性質）
- (b) piety;(敬虔，信心)
- (c) the institution of the church; an ecclesiastical right or prerogative; （教会制度、聖職者の権利や特権）
- (d) an ecclesiastical court;（教会法廷、教会裁判所、宗教裁判所）
- (e) pl. consecrated ground.（奉献された土地）

aの用例の初出は、コーンウォール人作家 John Trevisa によるパリフランシスコ会士の著作 Bartholomaeus's De Proprietatibus Rerum の中英語訳(1398年頃)にある。bの用例の初出は1425年（また1500年頃)、cの用例の初出は1417年、dの用例の初出は1550年頃、eの初出は1470年頃である
Spiritualism(スピリチュアリズム)
唯物論(マテリアリズム)に対置される唯心論、または心霊主義とも訳されるSpiritualism （スピリチュアリズム）の初出は1796年である。

### 教父哲学から現代に至るキリスト教的霊性
キリスト教的霊性には、グノーシス、新プラトン主義からの影響があり、また教父神学は霊性と一体であるとされる。中世ヨーロッパでは、ベネディクト会、クリュニー系修道院、シトー会、ドミニコ会、フランチェスコ会などの修道院において、修道院生活は霊性の中心に位置づけられた。この他、トマス・アクィナス、17世紀フランスの霊的著作家、サル、フェヌロンの静寂主義、ジャンセニスム、アラコックら民衆の霊性から啓蒙思想にも霊性は見出され、フランス革命を経てマリア信心の高揚などがその例とされている。19世紀にはマリー・ヴィアンネ、カテキズム運動、信心会の活動、霊性神学が成立した。
現代では第2バチカン公会議、イグナティウス、黙想についての東洋的霊性から学ぶ動き、ティヤール・ド・シャルダン、K・ラーナー、エキュメニカル運動などがある。
ドイツでは Frömmigkeit という概念があり、ルター、敬虔主義、カルヴァンなども、さらにイングランド国教会、ニューマン枢機卿、カール・バルト、ボンヘッファー、モルトマンなどの神学も霊性史の一部とされる。

## 東洋的霊性
ヴィヴェーカーナンダのインド的霊性や、鈴木大拙の日本的霊性・東洋的霊性と西欧的霊性とが区別されることもある。

### インド的霊性
ヴィヴェーカーナンダは、西洋の物質文明に対し、東洋の文明は精神的であり、インド＝ヒンドゥーは東洋の精神性、霊性（spirituality）を代表すると考えた。
1981年にはラーマクリシュナ『霊性の師たちの生涯』が日本で刊行された。スワミ・メダサーナンダは「インドでは多くの人が人生でなすべきことは霊性に目覚め霊性を実現することだと信じています」と述べている。

### 日本的霊性

#### 中世から近世
#歴史的宗教文献での用例を参照。

#### 明治大正時代
インドに留学していた岡倉天心はヴィヴェーカーナンダの影響を受け、1903年のTHE IDEALS OF THE EAST（東洋の理想）で、以下のように述べた。
この spirituality は「精神性」と訳されたり、「霊性」とも訳されている。
1914年（大正3年）、鈴木大拙はスヴェーデンボリの翻訳『神智と神愛』において spirituality の訳語として「霊性」の語を用いた。
大正時代には大本（大本教）の出口王仁三郎が「大本には基督教も仏教も其他各国の宗教信者も集まって来て互にその霊性を研き、時代に順応したる教義を研究する所であります」と述べている。

#### 昭和時代
島地黙雷の養嗣子島地大等は「自我霊性」という用語を使って、清沢満之や高山樗牛などの明治宗教史を自我と霊性の深化発展史として論じた。
1933年（昭和10年）にはアメリカ人のジャーナリスト、ジョセフ・ウォーレン・ティーツ・メーソンが神道の spirituality を論じた『神ながらの道』（今岡信一良訳）を刊行した。メーソンによれば、神道は、霊的存在、人類、その他の生物、植物、山、海など大自然 (Great Nature) にある万物が神聖な源泉を持つと認識されており、神社は人々が全存在の霊性（スピリチュアリティ）の認識を再生させるために専念する施設であるとされた。
鈴木大拙の1944年の「日本的霊性」の英訳は Japanese Spiritualityであり、「霊的日本の建設」は The Building of Spiritual Japan、「日本的霊性の自覚」は The Awakening of Spiritual Japan、「日本の霊性化」はSpiritualizing Japan と訳された。日本的霊性の英訳では精神は psyche; mind; spirit、霊性は spirituality; spirit-nature と書かれた。鈴木大拙は、神道は日本民族の原始的習俗の固定化したものにすぎず、「霊性」に触れてもいないとした。なお、鎌田東二は鈴木大拙の霊性論は偏っていると批判し、禅や念仏だけでなく神道にも普遍的霊性が胚胎しており、日本的霊性を見出すべきであるとしている。
奥村一郎は、「日本的霊性」の参考文献として柳宗悦『宗教とその心理』（1919年）、イザヤ・ベンダサン（山本七平）『日本人とユダヤ人』（1970年）、門脇佳吉『公案と聖書の身読』『道の形而上学』、オイゲン・ヘリゲルの『弓と禅』、増田早苗『日本昔話の霊性』（1995年）を紹介している。

## 現代の霊性＝スピリチュアリティ
伝統的なキリスト教の霊性とは形を変えたニューエイジ、精神世界などと呼ばれる文化現象やエソテリシズム、または非組織的な宗教現象に対しても霊性の語が適用されることがあるが、1990年代以降はこれをスピリチュアリティとカタカナ表記するのが優勢である。その多様な現象群を「ニューエイジ系宗教」とする見方もある。
近年はスピリチュアリティが医療や心理学、また超常現象や霊界への興味で語られることもある。